# Салін Мінайдар Салімович
Мінайдар Салімович Салін (1 квітня 1904, аул № 3 Мендигаринської волості Кустанайського повіту Тургайської області, тепер Мендикаринського району Костанайської області, Казахстан — 6 жовтня 1983, тепер Казахстан) — радянський партійний діяч, 3-й секретар ЦК КП(б) Казахстану, 1-й секретар Західно-Казахстанського і Південно-Казахстанського обласних комітетів КП Казахстану. Депутат Верховної ради Казахської РСР 2-го і 3-го скликань. Депутат Верховної Ради СРСР 2—3-го скликань.

## Біографія
Народився в селянській родині. Закінчив початкову школу. До 1921 року працював у господарстві брата. Служив у Червоній армії.
З 1923 року навчався на робітничому факультеті в Оренбурзі.
З 1925 року — секретар прокуратури Кустанайського округу. Очолював комітет бідноти в Кустанайському окрузі.
У 1927—1928 роках — голова Кустанайського окружного Бюро юних піонерів Казакської АРСР.
У 1928—1929 роках — слухач школи ОДПУ СРСР.
У 1929—1932 роках — оперативний уповноважений Особливого відділу Повноважного представництва ОДПУ Казакської АРСР.
Член ВКП(б) з 1930 року.
У 1932—1933 роках — слухач Курсів удосконалення оперативних працівників ОДПУ.
У 1933—1935 роках — заступник начальника політичного відділу машинно-тракторної станції (МТС).
У 1935—1938 роках — начальник Атбасарського районного відділу НКВС Карагандинської області; начальник Вишневського районного відділу НКВС Карагандинської області.
У 1938—1939 роках — заступник народного комісара землеробства Казахської РСР.
17 червня 1939 — 15 лютого 1943 року — 3-й секретар ЦК КП(б) Казахстану.
У 1942 році — 2-й секретар Південно-Казахстанського обласного комітету КП(б) Казахстану.
У 1942—1945 роках — голова виконавчого комітету Південно-Казахстанської обласної ради депутатів трудящих.
У 1945—1952 роках — 1-й секретар Західно-Казахстанського обласного комітету КП(б) Казахстану.
У 1952—1953 роках — 1-й секретар Південно-Казахстанського обласного комітету КП(б) Казахстану.
У 1953—1955 роках — заступник міністра радгоспів Казахської РСР.
У 1955—1965 роках — начальник Управління, начальник Головного управління, начальник відділу кадрів Міністерства сільського господарства Казахської РСР.
У 1957 році закінчив заочно Вищу партійну школу при ЦК КПРС.
У 1965—1972 роках — секретар партійної організації — головний агроном Міністерства сільського господарства Казахської РСР.
З 1972 року — персональний пенсіонер.

## Нагороди
- Орден Вітчизняної війни II ступеня
- Два ордени Трудового Червоного Прапора (15.02.1939,)
- Два ордени «Знак Пошани»
- медалі